# Ataque de Tradeoff Time-Memory-Data
Um ataque de troca de tempo/memória/dados ou ainda Ataque de Tradeoff Time-Memory-Data é um tipo de ataque criptográfico de onde um atacante tenta conseguir uma situação semelhante à troca de espaço-tempo, mas com mais um parâmetro de dados: quantidade de dados disponíveis para o atacante em tempo real. Um atacante equilibra ou reduz um ou dois desses parâmetros em favor do outro ou dos dois. Este tipo de ataque é muito difícil e a maioria das hashes e esquemas de criptografia não foram projetados para resistir a esse tipo de ataque. Este ataque é um tipo especial de ataque criptoanalítico geral de tempo/memória.